# サファリパーク

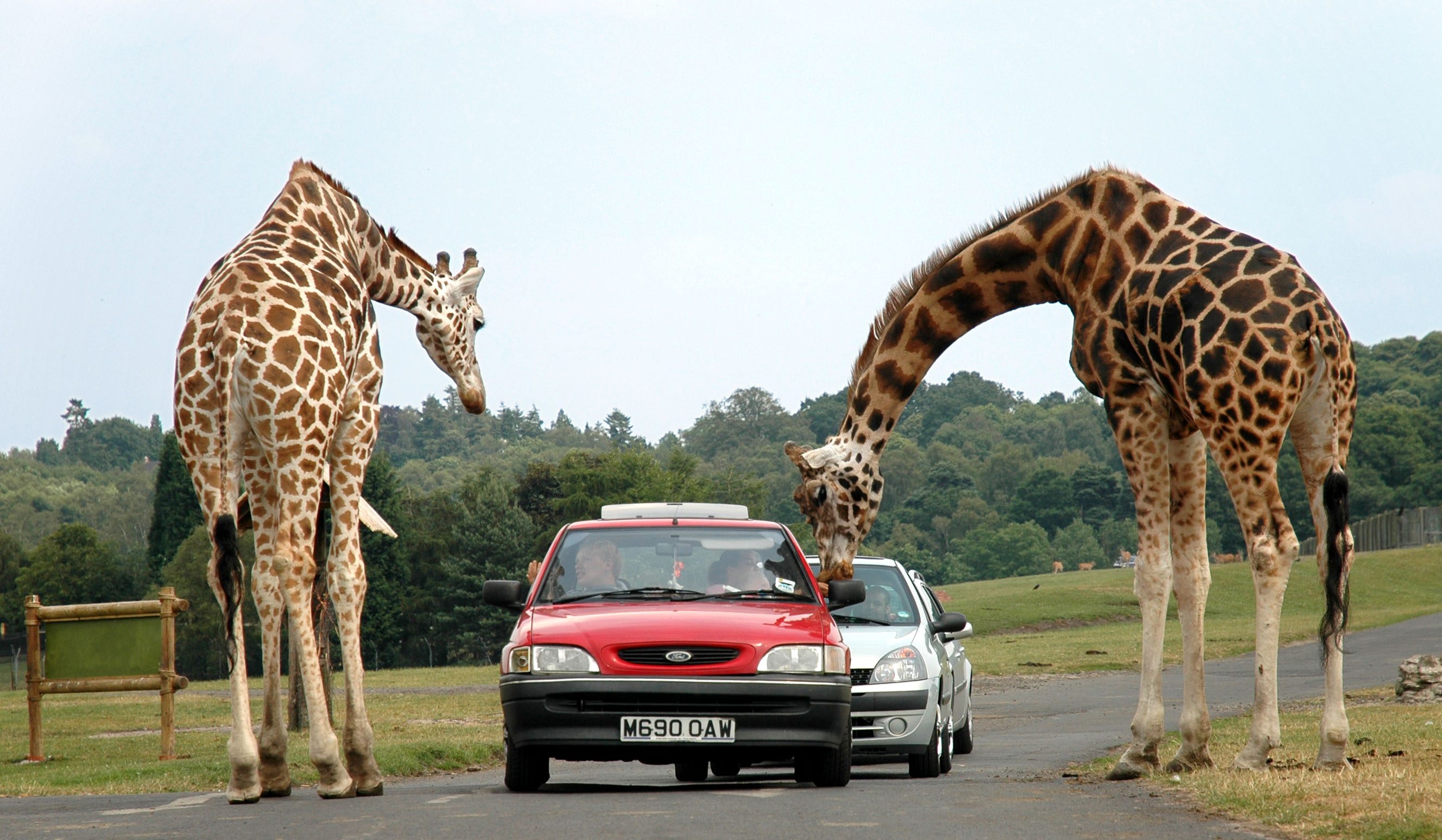
West Midland Safari Park（イングランド）

サファリパーク（safari park）とは、バス等の車中から動物の生態を見せるサファリ形式の動物園である。

## 概要
広大な放飼場に大型動物や猛獣を放し飼いにし、バスや乗用車を使って車中から動物を観覧する形式（サファリ形式）の動物園である。サファリの語源は「旅、旅行」を意味するアラビア語。
「園内専用の車（バス等）」、「入場者手配の自動車（自家用車や観光バスなど）」で観覧するが、サファリパークによってどちらか一方の場合もある。いずれにしても特にライオン、トラ、クマ、ヒヒ等の放飼場での観覧は、車の窓や扉の完全な締め切りが必要である。
サファリパークでは動物の給餌設備のほか、病気や負傷した動物を隔離するための隔離飼育場、災害時に動物を避難させるための動物追い込み設備等が必要とされている。また、放飼場内で車が動かなくなった時のため、牽引車両などの救急用の作業車輌などを待機させる必要もある。
カンザスシティ動物園（アメリカ合衆国）のようにボートやリフト（スカイサファリという）を利用するものもある。また、ヘンリードーリー動物園（アメリカ）のように、郊外に「ワイルドライフサファリ」というサファリパークを併設する例もあり、同園では敷地の一部を非公開とし絶滅危惧種の飼育繁殖を行っている。

## 日本国内にある主なサファリパーク
日本最初のサファリパークは1975年に宮崎県佐土原町（現宮崎市）にオープンした宮崎サファリパークだったが、1986年に閉園している。
- ノースサファリサッポロ（北海道札幌市南区）
- サホロリゾート ベア・マウンテン（北海道上川郡新得町）
- 岩手サファリパーク（岩手県一関市）
- 東北サファリパーク（福島県二本松市）
- 那須サファリパーク（栃木県那須郡那須町）
- 群馬サファリパーク（群馬県富岡市）
- 多摩動物公園サファリバス（東京都日野市）
- 伊豆アニマルキングダム（静岡県賀茂郡東伊豆町）
- 富士サファリパーク（静岡県裾野市）
- アドベンチャーワールド（和歌山県西牟婁郡白浜町）
- 姫路セントラルパーク（兵庫県姫路市）
- 秋吉台サファリランド（山口県美祢市美東町）
- 九州自然動物公園アフリカンサファリ（大分県宇佐市）

## 日本国外の主なサファリパーク
- ウエストミッドランド・サファリパーク（イギリス）
- ヘンリードーリー動物園（英語版）（アメリカ合衆国、ネブラスカ州）[2]
- カンザスシティ動物園（英語版）（アメリカ合衆国、ミズーリ州）[2]
- ディズニー・アニマル・キングダム（アメリカ合衆国、フロリダ州）
- ナイトサファリ（シンガポール）
- ライオンパーク（南アフリカ共和国）
- 上海野生動物園（中華人民共和国）